# Juli Minoves Triquell
Juli Minoves Triquell   (Andorra la Vella, 15 d'agost de 1969) és un polític, diplomàtic i escriptor andorrà en llengua catalana, rector de la Universitat d'Andorra des de 2024.

## Biografia
Economista (Universitat de Friburg de Suïssa) i politòleg titulat (Universitat Yale als Estats Units), s'encarregà de la primera missió diplomàtica d'Andorra al món el juliol del 1993 després de l'entrada del seu país a l'Organització de les Nacions Unides. Romandrà com a diplomàtic resident a Nova York, primer com ambaixador d'Andorra a l'ONU, càrrec que compaginarà a partir del 1996 amb els d'ambaixador als Estats Units d'Amèrica i d'ambaixador al Canadà, fins al 1998, moment en què és nomenat ambaixador al Regne d'Espanya, amb residència a Madrid, i no-resident al Regne Unit de la Gran Bretanya, a Suïssa, a Finlàndia, i ambaixador observador a l'Organització Mundial del Comerç.
El 2001 és nomenat ministre d'Afers Exteriors del Principat d'Andorra i negocia els nous acords d'Andorra amb la Unió Europea (entre ells el de cooperació i el de la fiscalitat de l'estalvi) que signarà el 2004. Paral·lelament, el maig del 2005, és elegit Vicepresident i membre del Bureau de la Internacional Liberal (LI), càrrec que continua conservant havent estat reelegit dues vegades pels congressos d'aquest organisme polític internacional.
El 2007 canvia de cartera ministerial i esdevé el ministre portaveu del Govern d'Andorra, creant a finals del mateix any l'Orde de Carlemany. En l'actualitat (2008) exerceix de ministre portaveu del Govern, de Desenvolupament econòmic, Turisme, Cultura i Universitats. ·  És també President de l'Institut d'Estudis Andorrans (IEA), l'Institut d'Estudis Jurídics, Econòmics i Financers d'Andorra (JEF), la societat pública Andorra Turisme SAU, l'Orquestra nacional clàssica d'Andorra (ONCA), el Cor Nacional dels Petits Cantors, els Premis i Reconeixements Carlemany, l'Escena Nacional d'Andorra (ENA), i Vicepresident de la Fundació Ramón Llull, membre del Consell Universitari de la Universitat d'Andorra i membre del patronat del Museu Nacional d'Art de Catalunya (MNAC).
El 1989 va guanyar el Premi Fiter i Rossell de novel·la per Segles de Memòria i el 1991 el Sant Carles Borromeu de Contes i Narracions per Les pedres del diable i altres narracions.

## Distincions honorífiques
En tant que polític i diplomàtic del Principat d'Andorra, Minoves rebé diverses distincions honorífiques entre les quals destaquen:
- President ordinari (Gran Canceller) de l'Orde de Carlemany, Principat d'Andorra (2007-2009).
- Gran Creu de l'Orde al Mèrit (República Portuguesa)[7]
- Gran Oficial de l'Orde de l'Estel de la Solidaritat Italiana (República Italiana)[8]

## Obres
- Les pedres del diable i altres narracions Andorra la Vella: Banc Internacional-Banca Mora, 1992
- Segles de memòria Andorra la Vella: Conselleria d'Educació i Cultura, 1988 (2a edició: Andorra la Vella: Andorra, 2002)